# Біотехнічна система
Біотехні́чна систе́ма (аббр. БТС) — сукупність взаємопов'язаних і взаємозалежних біологічних і технічних систем або об'єктів, об'єднаних в єдину функціональну систему. Використання БТС вважається перспективним при вирішенні різних прикладних завдань в умовах, коли ці завдання не можуть бути покладені на людей та (або) звичайні технічні системи.

На борту космічного корабля, наприклад, БТС складається з підібраного, залежно від призначення і тривалості польоту, біокомплексу і технічних засобів, що забезпечують оптимальні умови його функціонування. До складу технічних засобів входять підсистеми створення і розподілу світла, енергозабезпечення, терморегуляції, а також космічна оранжерея, кухня, блоки регенерації повітря і води, мінералізації відходів тощо.